# Caliban (EP)
Caliban (EP) – minialbum EP niemieckiego zespołu Caliban, będący pierwszym wydawnictwem w historii tej grupy. Album został wydany 10 marca 1998  nakładem wytwórni Lifeforce Records. 

## Lista utworów
1. "One More Lie" – 4:38
2. "Sophisticated" – 5:04
3. "Empty Silence" – 4:11
4. "Ignorance" – 3:47
5. "Sick" – 3:27
6. "One Day" – 4:52

## Twórcy
Skład zespołu
- Andreas Dörner – śpiew
- Marc Görtz – gitara prowadząca
- Claus Wilgenbusch – gitara rytmiczna
- Engin Güres – gitara basowa
- Robert Krämer – perkusja